# Pietro degli Antoni

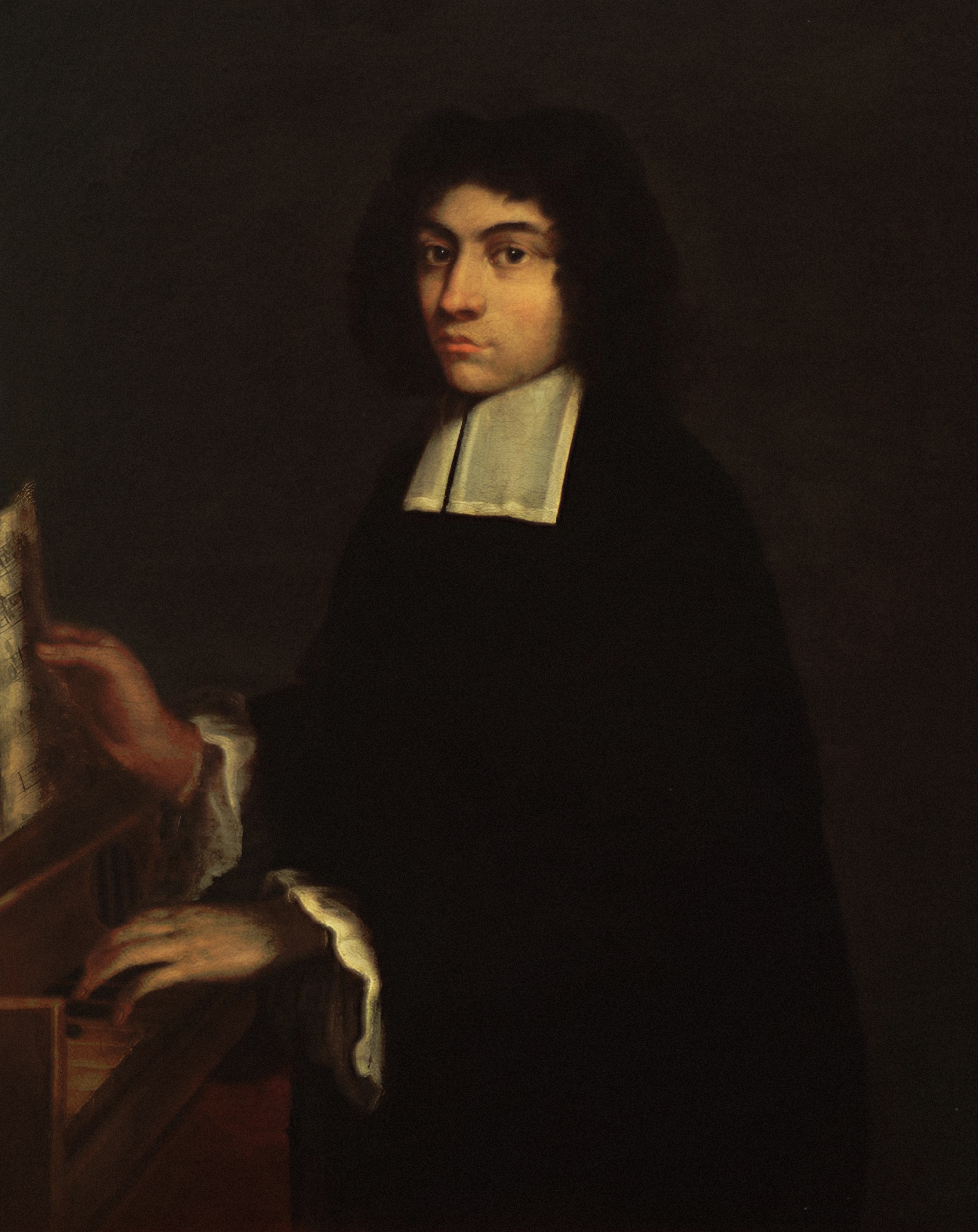
Ritratto di Pietro Degli Antoni - Pittore Bolognese della metà del XVII secolo, olio su tela

Pietro degli Antonii (Bologna, 16 maggio 1639 – Bologna, 25 settembre 1720) è stato un compositore e musicista italiano.

## Biografia
Nacque a Bologna il 16 maggio 1639 da Giovanni, trombonista del Concerto Palatino; era fratello di Giovanni Battista.
Cornettista, violinista e compositore, fu membro della cappella musicale della Basilica di San Petronio, sotto il magistero di Maurizio Cazzati, dal 1653 al 1657, e soprannumerario nel Concerto Palatino dal 1655 al 1658.
In seguito fu attivo come virtuoso di cornetto in diverse città italiane e straniere. Rientrato a Bologna, fu ammesso nell'Accademia dei Filaschisi e, nel 1666, il conte Carrati lo inserì tra i cinquanta maestri, cantanti e strumentisti che diedero vita all'Accademia Filarmonica; nell'ambito del sodalizio tenne sempre una posizione di rilievo, dato che fu eletto principe negli anni 1676, 1684, 1696, 1700, 1703, 1718.
Sempre a Bologna fu maestro di cappella in alcune chiese: nel 1680 presso la Basilica di Santa Maria Maggiore, dal 1686 al 1696 presso la Basilica di Santo Stefano e dal 1697 al 1719 presso la Chiesa di San Giovanni in Monte.
È infondata e causata da un'omonimia la notizia che lo vorrebbe marito della cantante Maria Maddalena Musi.
Morì a Bologna il 25 settembre 1720.

## Composizioni

### Musica pubblicata
- Arie, Gighe, Balletti, Correnti, Allemande, e Sarabande a violino, e violone, ò spinetta con il secondo violino à beneplacito... Opera Prima (Bologna, 1670)
- Messa e Salmi Concertati à trè voci, due canti, e basso... Opera Seconda (Bologna, 1670)
- Balletti, Correnti, et Arie diverse à violino, e violone per camera, et anco per suonare nella spinetta, et altri istromenti... Opera Terza (Bologna, 1671)
- Sonate a violino solo con il basso continuo per l'organo... Opera Quarta (Bologna, 1676)
- Suonate a violino solo col basso continuo per l'organo... Opera Quinta (Bologna, 1686)
- Cantate da camera a voce sola... Opera Sesta (Bologna, 1690)
- Motetti sacri a voce sola con violini, viole, e violoncello obbligato... Opera Settima (Bologna, 1696)
- Messe Concertate à 3. voci, due canti, e basso... Opera Ottava (Bologna, 1697)

### Oratorii
- Il San Rocco (poesia di Giovanni Luigi Piccinardi. Bologna, Oratorio dell'Archiconfraternità de' SS. Sebastiano e Rocco, 1666)
- Priggionia e morte di S. Rocco (poesia di Filippo Ottani. Bologna, Oratorio dell'Archiconfraternità de' SS. Sebastiano e Rocco, 1673)
- Il Nabal overo L'ingratitudine punita (Bologna, Palazzo Pepoli, 5 aprile 1682)
- L'innocenza depressa (Modena, Oratorio di S. Carlo, 1686)

### Musica teatrale
- Prologo ed intermedj... per L'Inganno fortunato (poesia di Giuseppe Balbi. Bologna, Teatro Zoppio, 1671)
- Atide (dramma per musica di Tomaso Stanzani. Bologna, Teatro Formagliari, 23 giugno 1679. Composto in collaborazione con Giuseppe Felice Tosi e Giacomo Antonio Perti)